# Виноделие в Грузии

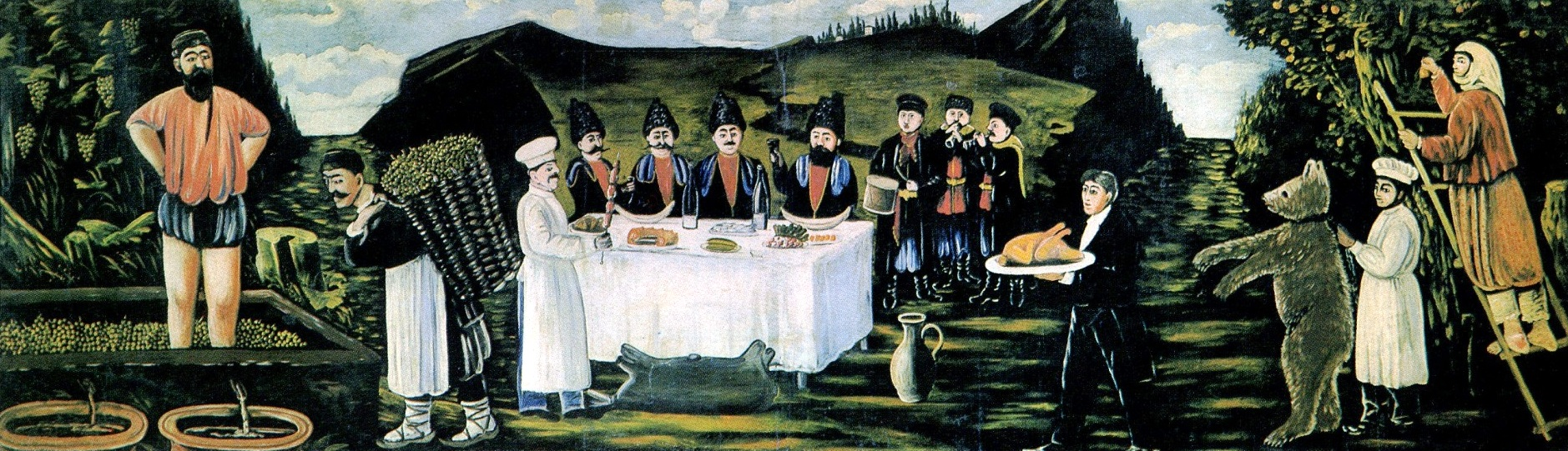
«Праздник сбора урожая» (Н. Пиросмани, 1906)

Производство вина — одна из основных отраслей экономики Грузии, которая тесно связана с национальной культурой и идентичностью. Неслучайно на гербе Грузинской ССР присутствовала виноградная лоза. По объёму производимого вина эта республика уступала в СССР только Молдавии. Именно в Грузии обнаружены древнейшие в мире свидетельства виноделия.
В Грузии насчитывается от 400 до 500 автохтонных (коренных) сортов винограда, однако с большим отрывом лидируют по распространённости белый виноград ркацители и чёрный виноград саперави. Несмотря на рост доли сухих вин в мировом производстве, значительную долю продукции грузинских виноделов по-прежнему составляют природно-полусладкие вина вроде «Хванчкары» и «Киндзмараули». Хотя в Грузии выделяются от пяти до десяти винодельческих регионов, львиная доля (порядка 80 %) вина производится в самой восточной части страны — Кахетии, где расположены 20 из 27 официально признанных винодельческих микрозон. 
Грузия обладает самобытной культурой производства и потребления вина. По древнейшей традиции вина часто до сих пор ферментируется в (закопанных под землю) квеври — глиняных кувшинах наподобие древнегреческих амфор. Основным празднеством сельскохозяйственного года считается праздник сбора винограда — ртвели. Распорядителя застолья называют тамадой. Существует масса специфических сосудов для хранения и употребления вина. Традиционно кавказское вино наливали не в бокал, а в рог (кханци). В отличие от многих других стран, белое вино в Грузии считается мужским напитком, а красное — женским. Белое вино, произведённое по традиционной грузинской технологии (то есть в контакте с мезгой), имеет янтарный или оранжевый цвет и высокое содержание танинов. Длительная (свыше 10 лет) выдержка вин почти не практикуется.

## Этимология
Грузинское слово для обозначения вина — груз. ღვინო (ɣvino) — обычно рассматривается как заимствование из праиндоевропейского *wéyh₁ō, реконструируемой основы слова «вино». Предполагается, что это слово было заимствовано через протоармянское слово — предшественника армянского գինի (gini). Некоторые исследователи предполагают, что слово могло быть заимствовано напрямую из праиндоевропейского, при этом произошли такие звуковые изменения, как *w* → *ɣʷ* в праармянском и далее *ɣw* в пракартвельском. Другие учёные считают, что слово могло произойти из собственно картвельской основы, связанной с пракартвельским корнем *ɣun-* («сгибать»), который сохранился в современном грузинском глаголе груз. ღუნვა («сгибать»).

## История

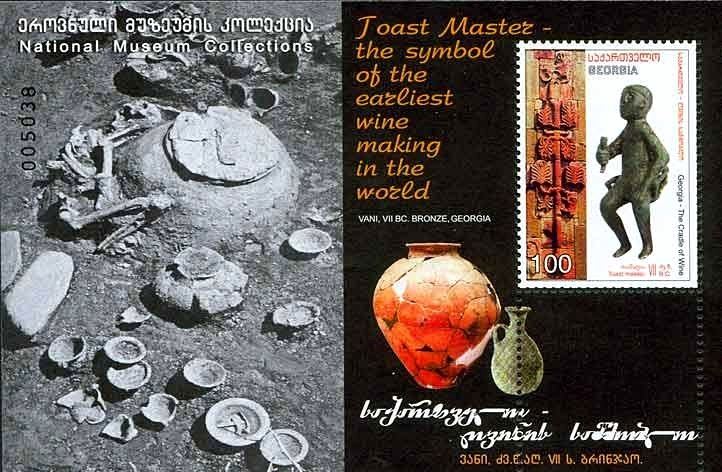
Почтовая марка Грузии 2007 года с бронзовой статуэткой «тамады» и амфорами-квеври

Закавказье считается родиной культурного виноградарства. На территории Грузии обнаружены древнейшие в мире свидетельства виноделия, которым не менее 8 тысяч лет (в частности, следы вина на глиняной посуде). При археологических раскопках в могильниках бронзовой эпохи найдены кувшины с остатками виноградных косточек, винодельческое оборудование — каменные прессы, давильни винограда, различные винные сосуды из глины и металла. В городе Вани археологами была найдена бронзовая фигурка мужчины с винным сосудом (VII век до н. э.), которая предположительно изображает мастера тостов — тамаду. Увеличенное повторение статуи «древнего тамады» было впоследствии установлено на одной из улиц Тбилиси.
До второй половины XIX века в Грузии не предпринималось каких-либо серьезных попыток к пересмотру архаичной технологии виноделия. Вино ферментировалось (бродило) в глиняных кувшинах-квеври и в своей массе было янтарным (белым с мацерацией). Красное вино изготавливали в основном для использования в церковных обрядах. Марани (то есть место для кувшинов с бродящим виноградом) на западе Грузии размещалось прямо под открытым небом. Проезжая по Грузии в 1829 году, Пушкин отметил, что местные вина «не терпят вывоза и скоро портятся, но на месте они прекрасны». Лишь в 1830-х годах князь Александр Чавчавадзе начал выдерживать вино в бочках, как это было принято на западе Европы. Князья Кипиани из области Рача в 1870-е годы наладили производство природно-полусладких кипиановских вин, получивших впоследствии название «Хванчкара».
В 1883 году было учреждено Закавказское общество поощрения сельской и мануфактурной промышленности, которое  занималось заготовкой винных бутылок, распространением бочек, а также учредило опытную винодельческую ферму. Князья Иван Багратион-Мухранский, Чавчавадзе и другие помещики, а также удельное ведомство создали  крупные хорошо организованные винодельческие хозяйства. Багратион-Мухранский владел 400 десятинами виноградников и производил 30 тысяч ведер вина в год. В 1889 году он представил свои вина на Всемирной выставке в Париже, получив за них золотую медаль и орден сельскохозяйственных заслуг. Появились первые грузинские марки сухих вин — «Цинандали», «Телиани», «Напареули», «Мукузани», «Мухрани», «Дампало». 
В довоенное время Грузинская ССР занимала в СССР первое место по производству вин, однако затем уступила первенство Молдавской ССР. С 1950 до 1953 года на этикетке указывался только номер, присвоенный марке вина в государственном реестре. Учитывая отсутствие конкуренции с импортной продукцией, грузинские вина оставались наиболее востребованными среди советских граждан вплоть до распада СССР. Вместе с тем в советский период виноделы стали прибегать к сомнительным винодельческим практикам вроде нагревания вина и горячего розлива по бутылкам, а также подмешивания в виноматериалы консервированного или концентрированного виноградного сока. Производители вина были объединены в «Самтрест». За 35 лет с 1950 по 1985 годы площадь грузинских виноградников возросла с 143 000 до 316 000 акров, а объём выпускаемой винной продукции к началу горбачёвской антиалкогольной кампании составлял 881 000 тонн ежегодно. За время кампании множество виноградников (в том числе с лозами солидного возраста) были уничтожены.
В 2010 году Грузия приняла закон о контролируемых регионах происхождения вин (аналог французских аппеллясьонов). Через два года ведомство торговых знаков Германии по требованию грузинских властей лишило российскую компанию «Moscow Wines & Spirits» прав на бренды «Цинандали», «Киндзмараули» и «Хванчкара». В Германии бренды грузинского вина были зарегистрированы на российскую компанию ещё в 2001 году, однако в Грузии долгое время на это не обращали внимания.

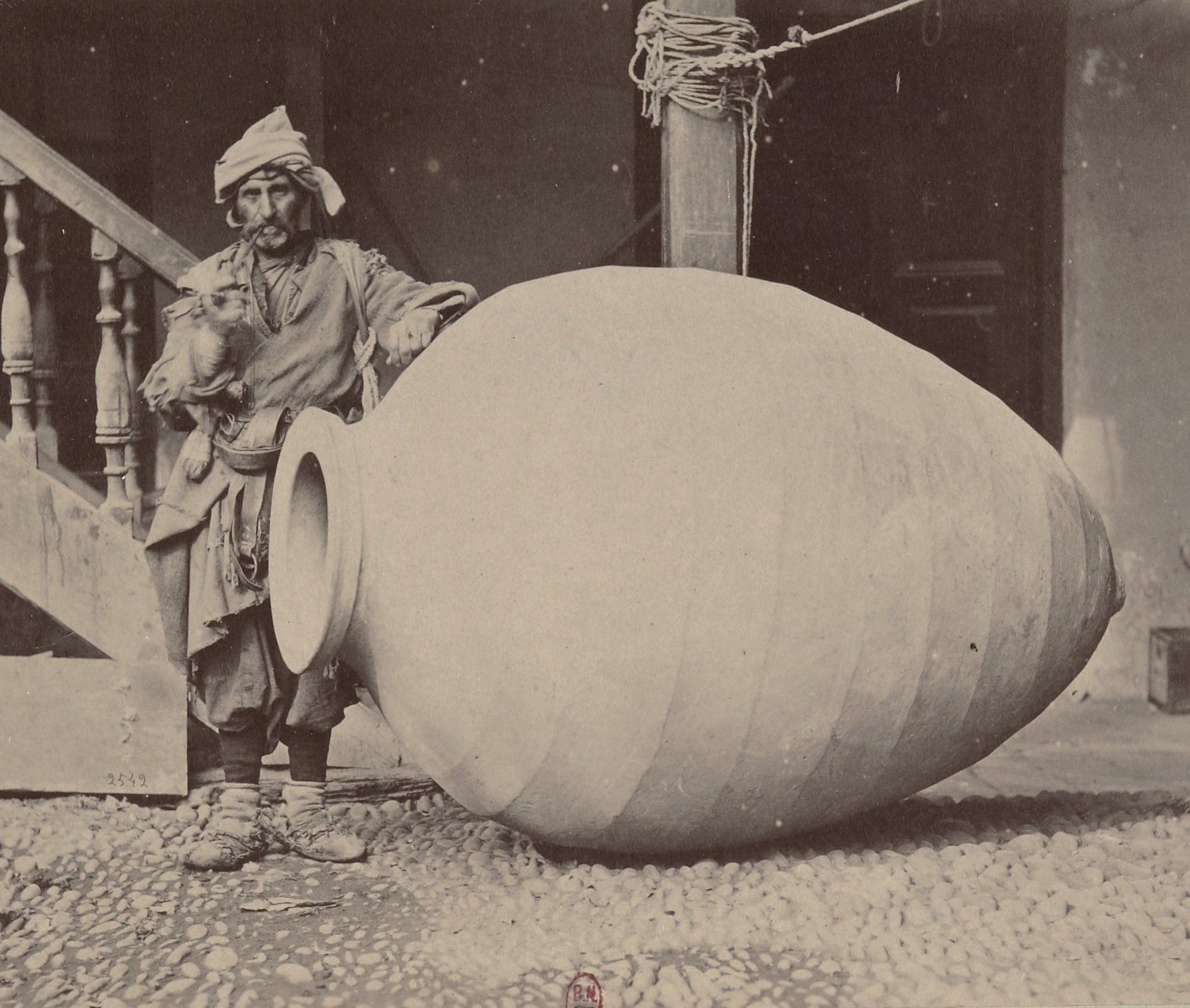
Кахетинец у квеври (фото из книги 1881 года)
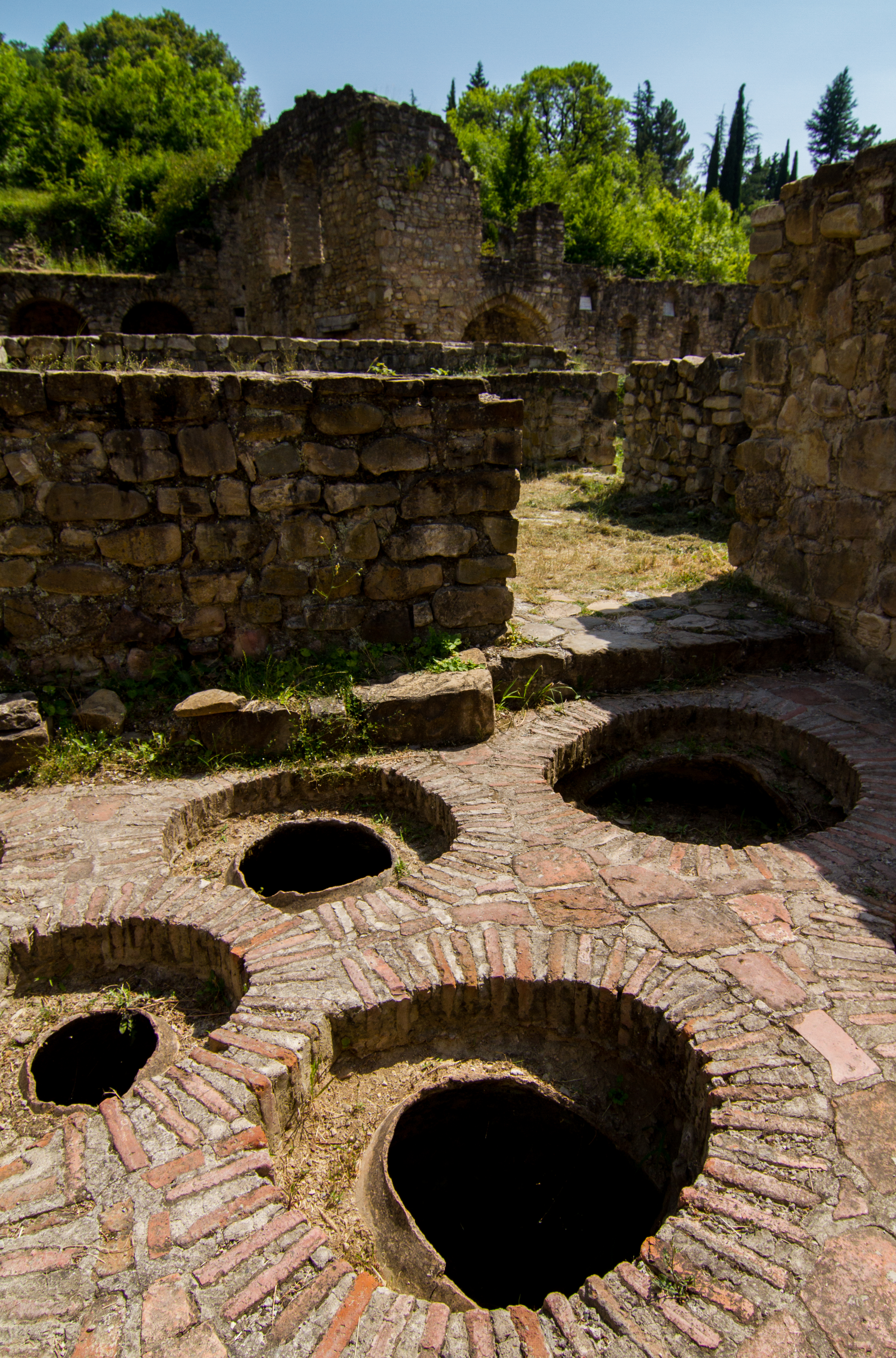
Отверстия для квеври в Икалтойском монастыре
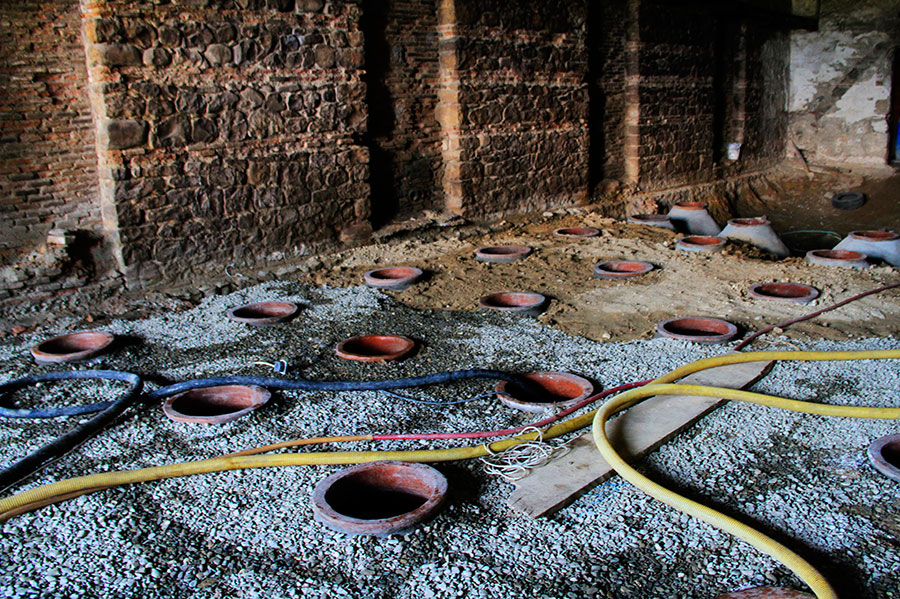
Закопанные кувшины с вином в кахетинской винодельне Зегаани
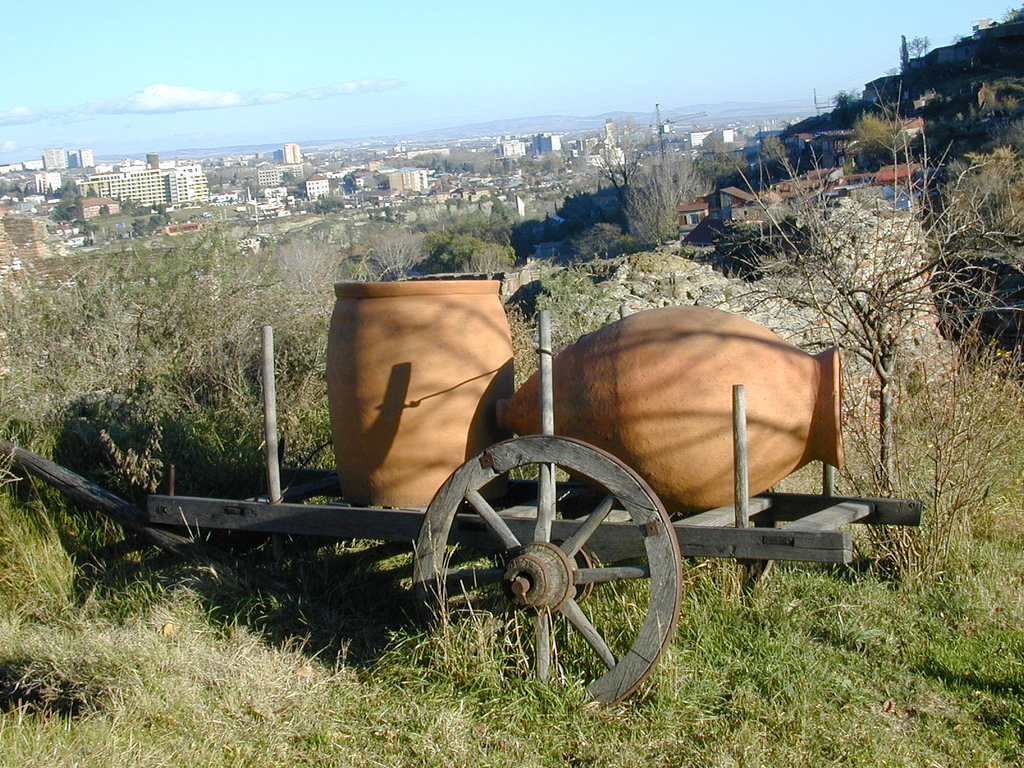
Тележка для перевозки квеври
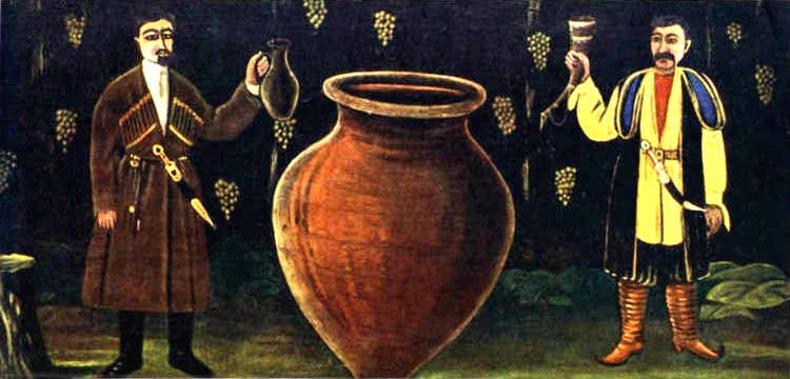
«Два грузина у марани» — картина Пиросмани

## Экспорт
На рубеже XX и XXI веков свыше 70% экспорта грузинских вин шло в Россию. В 2006 году на фоне обострения российско-грузинских отношений Россия ввела  эмбарго на импорт грузинских вин. Грузинские виноделы стали активно искать новые экспортные рынки. В 2011 году Грузия экспортировала 18,5 млн бутылок вина (по 0,75 литра) в 40 стран мира. Бо́льшая часть экспорта — 73 % — приходилась на Украину, Казахстан и Беларусь. Официальной причиной запрета грузинских вин называлась фальсификация вин (то есть негласное использование грузинскими виноделами импортных виноматериалов). Хотя грузинские официальные лица традиционно отрицают подобные обвинения, по итогам 2020 года власти Молдавии сообщили о поставке в Грузию 17,8 млн литров виноматериала.
После «частичного» снятия эмбарго в 2013 году экспорт вина из Грузии значительно вырос. В 2018 году Грузия экспортировала уже 86,2 миллиона бутылок вина (по 0,75 литра). Бо́льшая часть экспорта пришлась на Россию, в которую было экспортировано 53,7 миллиона бутылок (62,2 % всего экспорта вина). В Украину было экспортировано почти 10,7 миллиона бутылок (12,4 % всего экспорта), в Китай — более 6,95 миллиона бутылок (8,1 % всего экспорта вина), в Казахстан — почти 3,6 миллиона бутылок (4,2 % всего экспорта вина), в Польшу 3,5 миллиона бутылок (4,1 % всего экспорта вина). В 2018 году Грузия отправила вино в 53 страны на общую сумму 203 миллиона долларов. Это на 20 % превосходит показатели 2017 года и является абсолютным рекордом за последние 30 лет.
В 2021 году экспорт вина из Грузии достиг рекордных показателей. В 62 страны было экспортировано 107 миллионов бутылок вина (по 0,75 литра), что на 16% превысило показатель 2020 года. Экспортная выручка составила 250 миллионов долларов. В этом году 57% грузинского экспорта вина было направлено в Россию — 62,115 миллионов бутылок. На Украину пришлось 12,92 миллиона бутылок, на Польшу — чуть более 7 миллионов бутылок, около 5,9 миллиона бутылок было продано в Китай, более 4,2 миллиона — в Казахстан. В 2022 году 63,7 % экспорта грузинских вин пришлось на Россию.

## География производства

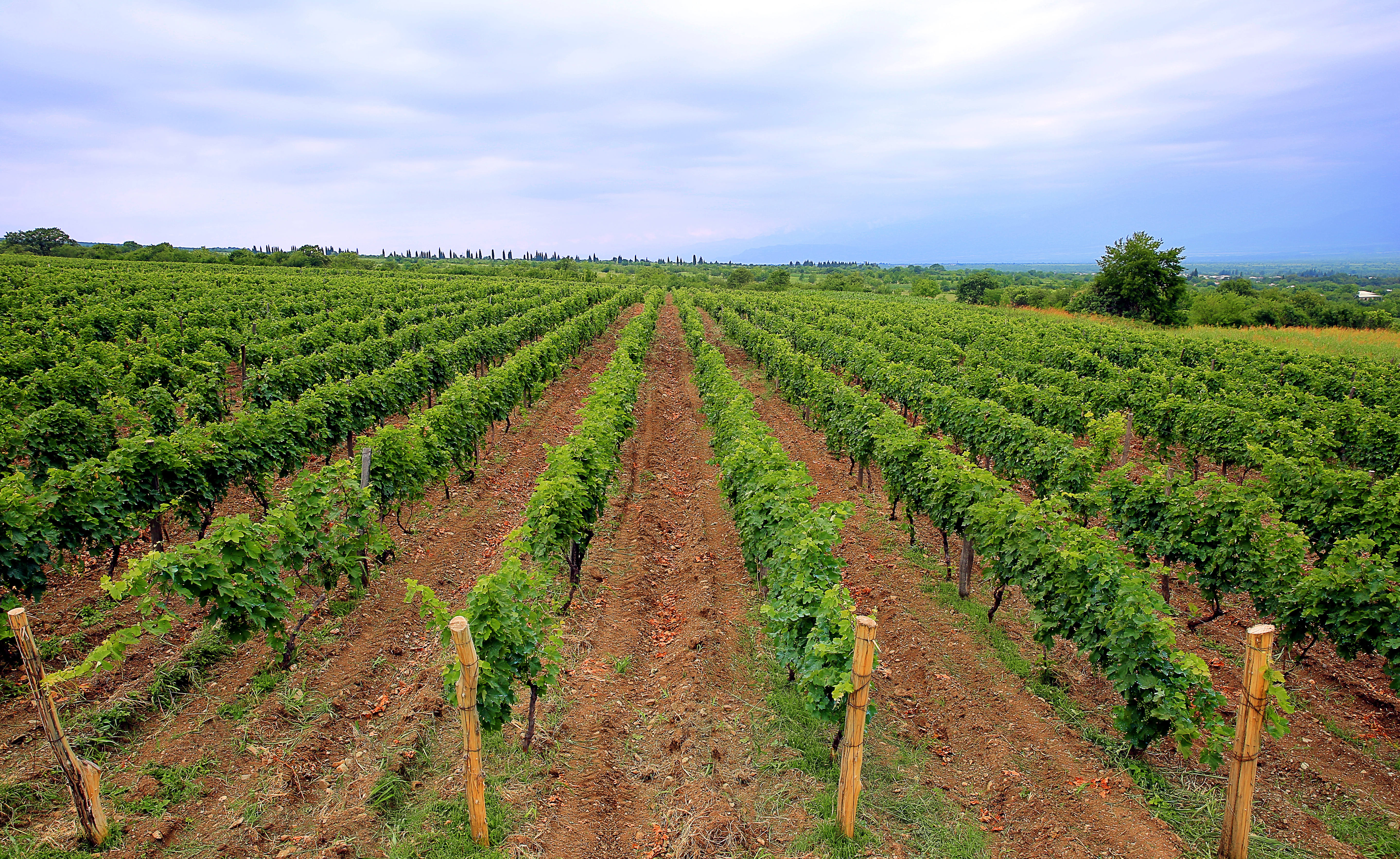
Виноградник в Кахетии

Традиционно грузинское вино называют по имени селения, в окрестностях которого был собран виноград. Однако выпускаются и сортовые вина без географической привязки (как правило, не соответствующие требованиям соответствующего аппелласьона в плане выдержки, условий выращивания винограда и т. д.): «Саперави», «Ркацители», «Цоликаури», «Чинури» и т. д. 
В отличие от грузинских виноделов, европейцы полностью отделяют мезгу от сока, а вино бродит в металлических баках или деревянных бочках. По многотысячелетней грузинской технологии (заброшенной в советское время, но возрождаемой в XXI веке) брожение происходит в глиняных сосудах, именуемых квеври.

### Кахетия
Основной регион грузинского виноделия — Алазанская долина и вообще Кахетия, где производятся вина 20 контролируемых наименований. Это самый восточный регион традиционного виноделия в Европе, и  производство вина здесь сохраняет многие самобытные, архаические черты. Кахетинская технология виноделия не предполагает удаления гребней (веточек) гроздей винограда, что придаёт даже кувшинным винам танины, как после выдержки в дубе. Всю плодовую массу (включая отжимки, кожицу и косточки) оставляют бродить в течение 3-4 месяцев, а затем производят фильтрацию полученного продукта. Данная технология, если она соблюдается виноделом, обеспечивает винам терпкость, насыщенность и экстрактивность. 

#### Белые кахетинские вина
- «Алазанская долина» (груз. ალაზნის ველი) — белое полусладкое вино соломенного цвета, которое производится из винограда Ркацители, Тетра, Цоликоури, Мцване и других сортов. Требования к винам минимальны, поэтому возможны разные стилистики.
- «Алаверди» — столовое полусухое белое вино. Производится из винограда сорта Ркацители в Гурджаанском районе. Вино обладает светло-соломенным цветом с зеленоватым оттенком и фруктовым ароматом, по заверениям производителей — «с приятным послевкусием со сладковатыми нотками». Винодельня Алавердского монастыря считается старейшей в Грузии и производит вина премиального уровня.
- «Анага» — советское креплёное белое вино, которое с 1925 года вырабатывалось из сортов Ркацители, Мцване кахетинский, Хихви в Гурджаанском, Сигнахском и Цителцкаройском районах[46].
- «Вазисубани» (груз. ვაზისუბანი) — белое сухое марочное вино, букет свежий с оттенком полевых цветов, меда и фруктов. Получается смешиванием винограда сортов Ркацители (85 %) и Мцване (15 %), выращиваемых в окрестностях селения Вазисубани в Алазанской долине Кахетии.
- «Гурджаани» (груз. გურჯაანი) — белое сухое вино светло-соломенного цвета из винограда сорта Ркацители. По заверениям производителей — «с гармоничным, законченным, утонченным, развитым букетом, присущим сорту ароматом».
- «Кахети» — зонтичный (наиболее обширный и наименее требовательный) аппелласьон Кахетии, в рамках которого выпускаются белые сухие вина из сортов Ркацители и Мцване Кахетинский. Вино обладает золотисто-янтарным цветом, высокой экстрактивностью и специфическим плодовым ароматом. Аперитив, можно подавать к салатам, к блюдам на основе морепродуктов.
- «Карденахи» — белое креплёное вино янтарного цвета, с сортовым ароматом, медовыми тонами и умеренной экстрактностью. Изготавливается по технологии задержки сусла на мезге из винограда сортов Ркацители, Хихви и Мцване кахури с последующим спиртованием бродящего сока. Производится в деревне Карденахи Гурджаанского района и окрестностях. Молодое вино из винограда сорта Ркацители (выдержанное не более года) из окрестностей Карденахи поступает в продажу под маркой «Ркацители».
- «Котехи» — белое сухое вино (о красном см. ниже). Для белого вина используется Ркацители по методу полного брожения сока. Цвет светло-соломенный. Производят в средней части бассейна реки Алазани, на правом побережье.
- «Манави», или «Манавис Мцване» — белое сухое вино из винограда сорта Мцване кахури. Характеризуется светло-соломенной окраской с зеленоватым оттенком. Допускается использование до 15 % сорта Ркацители. Специфическая зона виноградарства находится во Внешней Кахетии (Гаре-Кахети).
- «Напареули» — белое сухое вино (о красном см. ниже). Белое вино получают из Ркацители, оно светло-соломенного цвета, с ярко выраженным букетом и тонами полевых цветов. Микрозона виноградарства расположена в верховьях реки Алазани на левом побережье.
- «Пиросмани» — белое полусухое вино (о красном см. ниже), которое названо в честь художника-примитивиста Нико Пиросмани. Производится из сортов винограда Ркацители и Мцване. Янтарное вино из винограда сорта Ркацители

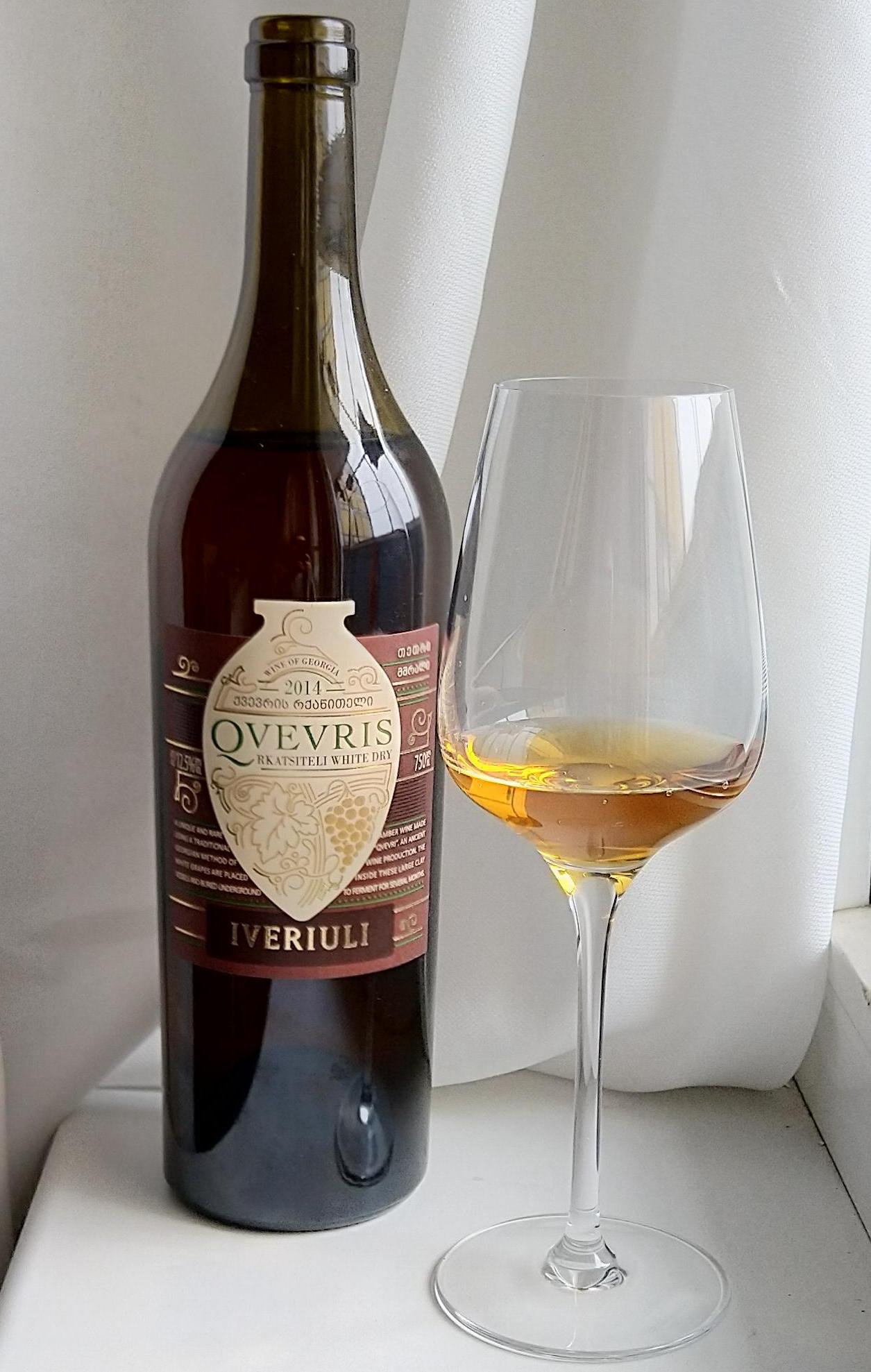
Янтарное вино из винограда сорта Ркацители

- «Тибаани» (груз. ტიბაანი) — янтарное сухое вино, которое характеризуется тёмно-янтарным цветом, сортовым ароматом, ярко выраженным букетом, экстрактностью, бархатистостью и тонами изюма. Изготовляется из винограда сорта Ркацители до полного брожения сусла традиционным кахетинским методом. Микрозона производства расположена во Внутренней Кахетии (Шида-Кахети) в восточной части правой стороны Алазанской долины.
- «Тбилисури» — полусухое вино, получаемое из смеси до четырёх сортов винограда, собираемых в Алазанской долине. Употребляется как аперитив. Вино изготавливают на небольшом винодельческом заводе «Шуми»  в древней деревушке Цинандали.
- «Царапи» — белое вино с мацерацией (то есть янтарное), производимое в селении Карденахи с использованием традиционных глиняных сосудов, или квеври.
- «Цинандали» (груз. წინანდალი) — первое в Грузии сухое вино, которое стало выдерживаться по европейской технологии — в бочках. Производится с 1886 года в селе Цинандали. Вино белое, имеет светло-соломенный цвет. Должно выдерживаться 3 года в дубовых бочках (хотя это требование не всегда соблюдается).
- «Эрети» — натуральное белое сухое вино светло-соломенного цвета, которое производится из виноградного сока первой фракции (сорта Ркацители и Мцване). По заверениям производителей, вину свойствен «аромат с плодовыми тонами, свежим и гармоничным вкусом».

#### Красные кахетинские вина
- «Алазанская долина» (груз. ალაზნის ველი) — красное полусладкое вино из винограда сортов Саперави, Александроули, Муджуретули, Оджалеши и других.
- «Ахашени» (груз. ახაშენი) — красное полусладкое вино. Как заявляют производители, имеет «цвет переспелой вишни, нежный, полный, бархатистый вкус с шоколадными тонами». Производится с 1958 г. из сорта винограда Саперави, произрастающего близ села Ахашени в Кахетии.
- «Кварели» — красное сухое марочное вино. Производится из винограда сорта Саперави, собираемого в окрестностях села Кварели. Настоящее Кварели выдерживается не менее трех лет в квеври.
- «Киндзмараули» (груз. ქინძმარაული) — красное полусладкое вино. Как заявляют производители, имеет «цвет переспелой вишни, нежный, полный, бархатистый вкус и типичный сортовой букет». Производится из сорта винограда Саперави с 1942 года как кахетинский аналог «Хванчкары».
- «Котехи» — красное сухое вино (о белом см. выше). Красное вино делают из сорта Саперави методом полного брожения сусла. Оно красного цвета и характеризуется сортовым ароматом и нежным бархатистым вкусом. Микрозона находится в Кахети, в средней части бассейна реки Алазани, на правом побережье.
- «Мукузани» (груз. მუკუზანი) — столовое красное сухое вино из винограда сорта Саперави, названо по деревне, близ которой его выращивают. Мукузани — одно из самых первых грузинских вин, которые начали производить промышленным способом (1888 г.). Вино не считается марочным, но обычно (хотя и не всегда) выдерживается три года.
- «Напареули» (груз. ნაფარეული)  — красное сухое вино (о белом см. выше) из винограда сорта Саперави. Имеет темно-гранатовый цвет. По уверениям производителей, имеет «богатый выдержанный букет с тонами сливы, привкусом вишневой косточки или чёрной смородины». Должно выдерживаться не менее двух лет в дубовых бочках (хотя это требование не всегда соблюдается).
- «Пиросмани» — столовое красное полусухое вино (о белом см. выше) из винограда Саперави. Имеет тёмно-гранатовый цвет, хорошо выраженный сортовой аромат, пряный сладкий вкус.
- «Телиани» (груз. თელიანი) — красное сухое вино тёмно-красного цвета, по заверениям производителей — «c чистым сортовым ароматом, пикантным, гармоничным, развитым букетом». Делается из винограда сорта Каберне совиньон методом полного брожения. Производят в средней части бассейна реки Алазани.
- «Хашми»

### Картли

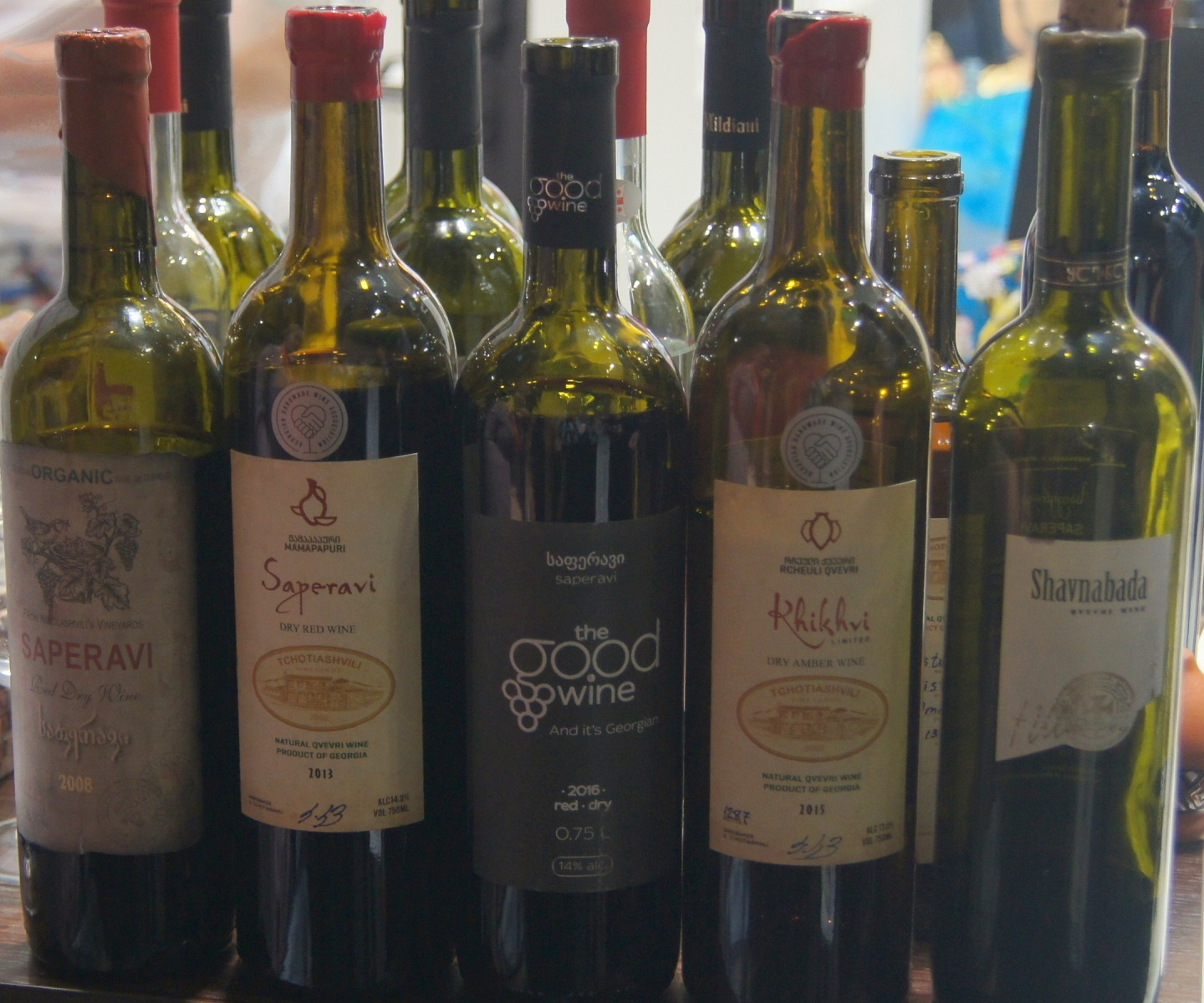
Грузинские вина в бутылках бордоского типа

В центральной Грузии (регион Картли) особо выделены микрозоны Атени и Болниси. Среди наиболее известных вин:
- «Атенури Мцване» — белое игристое вино, которое имеет соломенную окраску, букет с ароматами фруктов, энергичную игристость. Изготовляется из сортов винограда Чинури и Горули Мцване. Производят во Внутренней Картли (Шида-Картли), в Горийском районе. По преданию, любимое вино Сталина, которое специально везли для него в Кремль[47].
- «Болниси» — красные, розовые, белые и янтарные вина из Болнисского района. Один из самых молодых аппелласьонов Грузии, получивший официальное признание в 2019 году[48].
- «Горули Мцване» — белое сухое вино, изготавливается из винограда сорта Горули Мцване, собранного в районе города Гори.

### Западная Грузия
Западная Грузия состоит из регионов Имеретия, Мингрелия, Гурия. Сюда же грузинскими властями относится де-факто независимая Абхазия. В мусульманской Аджарии виноделие традиционно не практиковалось. По западногрузинской (имеретинской) технологии виноград давят вместе с косточками и веточками, затем веточки удаляют, а сок, кожуру и косточки оставляют для брожения. Bина получаются довольно кислотными, но ровными и стабильными на вкус. Наиболее известные марки:
- «Свири» — белое сухое вино. Характеризуется темно-соломенной окраской с оттенком жёлтого, фруктовыми тонами, развитым букетом, экстрактностью и гармоничностью. Делается из сортов винограда Цоликоури и Цицка методом брожения виноградного сока на ферментированной мезге (чача). Допускается также использование сорта Крахуна. Производится в Имеретии, на левом побережье реки Квирила.
- «Оджалеши» (груз. ოჯალეში) — довольно редкое красное полусладкое вино из винограда сорта Оджалеши, производится в Мегрелии с 1933 года как дублёр «Хванчкары». Цвет тёмно-рубиновый, букет сортовой, вкус гармоничный, с плодовыми тонами.
- «Салхино» — красное ликёрное вино из сорта «Изабелла», которое с 1928 года производилось на западе Абхазии и имело статус одного из лучших ликерных вин СССР (6 золотых медалей на конкурсах).
- «Чхавери» — белое полусладкое вино, которое производится в Гурии из одноимённого сорта винограда.

### Рача и Лечхуми
Рача — Лечхуми представляет собой северный, предгорный район грузинского виноделия с резкими суточными перепадами температуры и ранним наступлением холодов. Технология производства вина близка к имеретинской. Именно в Раче, где климат позволяет винограду достигать высокого уровня сахаристости (до 27%) при сохранении достаточной кислотности, родились грузинские природно-полусладкие вина. После сбора урожая (рубеж октября и ноября) в этой области часто бывают заморозки, что задерживает процесс брожения, благодаря чему вино сохраняет остаточный сахар. Наиболее известные марки:
- «Твиши» (груз. თვიში) — белое полусладкое вино по технологии неполного брожения из винограда Цоликоури, культивируемого в регионе Рача. Имеет характерный фруктовый привкус. Цвет от светло-соломенного до соломенного. Нежный гармоничный букет с тонами фруктов. Микрозона виноградарства расположена в Цагерском районе, на правобережье реки Риони.
- «Усахелоури» (груз. უსახელაური) — природно-полусладкое красное вино из редкого сорта, выращиваемого на территории нескольких сёл  Цагерского района. Прямой перевод с грузинского — «Безымянное», по имени горной деревни Усахело — «безымянный». Вино производится с 1934 г. и обладает стойким ароматом. По заверениям производителей, отличается «привлекательной рубиновой окраской, гармоничной сладостью, земляничными тонами, нежностью, приятной бархатистостью».
- «Хванчкара» (груз. ხვანჭკარა) — полусладкое красное вино, которое в советское время стало «визитной карточкой» грузинского виноделия. Производится только из винограда сортов Александроули и Муджуретули, изначально — растущего на двух склонах горы возле села Хванчкара в регионе Рача. Цвет тёмно-рубиновый. Букет сильно развитый, вкус гармоничный, с тонами малины. Производство было начато в 1908 году, после революции возобновилось в 1932 году.

## Kлассификация вин

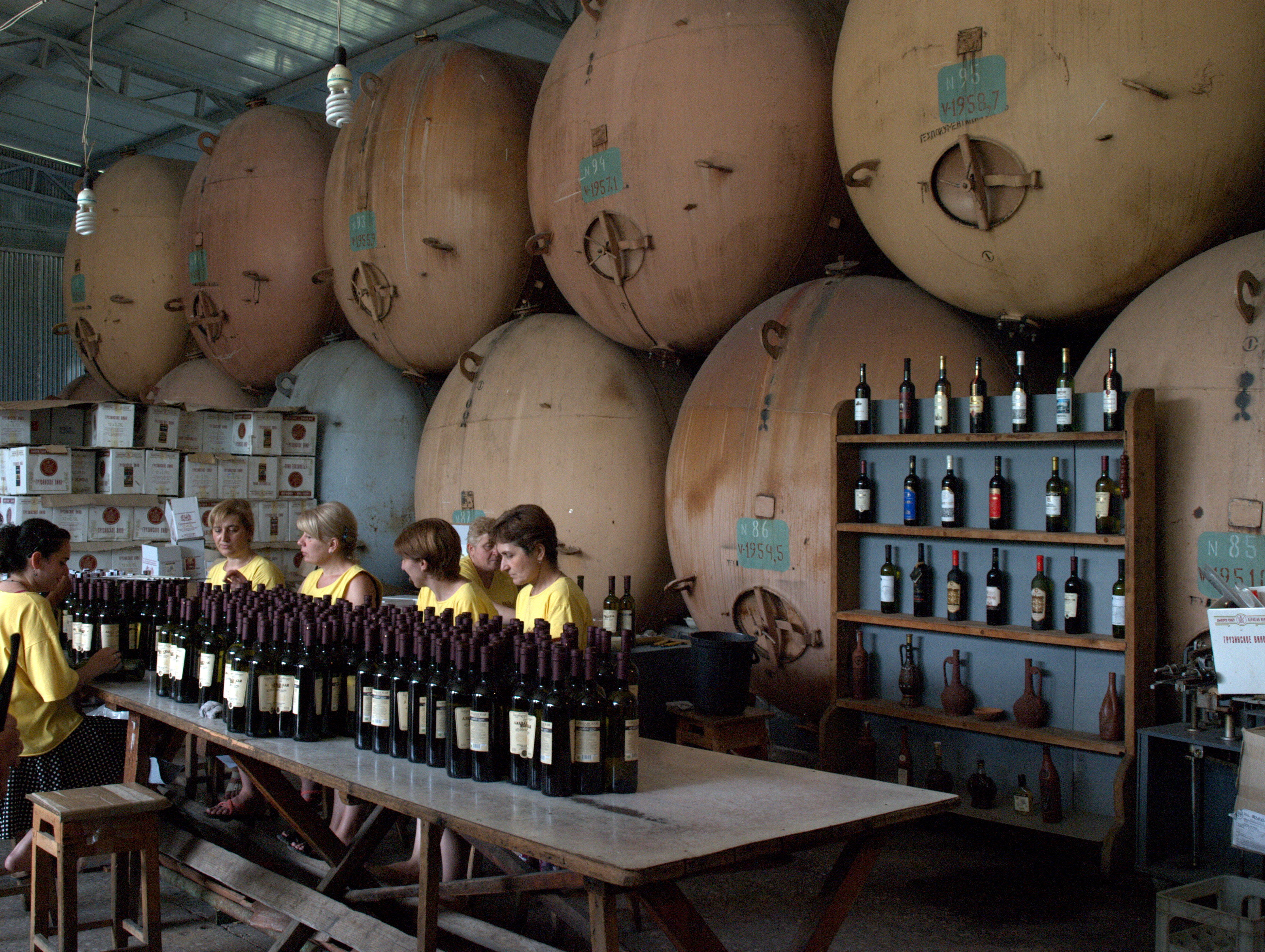
Производство вина «Киндзмараули»

Считается, что грузины предпочитают белые (янтарные) вина красным. Помимо классификации по географическому признаку, приведённой выше, грузинские вина группируются и по иным критериям:
- Столовые вина: не содержат сахара, имеют слегка кисловатый вкус.
- Сортовые вина — вина, получаемые из винограда одного сорта («Саперави», «Ркацители», «Цоликаури» и т. д.)
- Марочные вина — сортовые и купажные вина, производимые по жёстко установленным технологиям и выдержанные на протяжении не менее 2-х лет.
- Коллекционные вина — те же марочные после выдержки в квеври; после разлития в бутылки могут дозревать в течение 3-20 лет.

Большой массив грузинских вин составляют природно-полусладкие вина, которые изготавливаются без добавления сахара для экспорта в Россию и иные страны бывшего СССР. Для таких вин характерно неполное сбраживание винограда высокой сахаристости, приводящее к сохранению в вине природного сахара плодов винограда. Брожение останавливается не добавлением спиртов, как в случае с креплёными винами, а охлаждением. Перед розливом в бутылки такое вино (обычно красное) пастеризуется, то есть нагревается приблизительно до 65°С в течение 15—20 минут. По такой технологии производились самые востребованные в СССР грузинские вина: «Хванчкара», «Киндзмараули», «Ахашени», «Оджалеши», «Пиросмани» (всего порядка 15 наименований). Эти вина не предназначены для длительного хранения и должны потребляться молодыми. Поскольку пастеризация искажает органолептические свойства напитка, наиболее ответственные производители используют технологию холодного розлива с применением мембранной фильтрации.
В отдельную категорию выделяется церковное вино «Зедаше» (в переводе «кувшинчик»), которое традиционно вырабатывается с особой тщательностью из специально отобранного винограда, отжимаемого руками, для употребления в таинствах причастия и венчания.

## Культивируемые сорта винограда

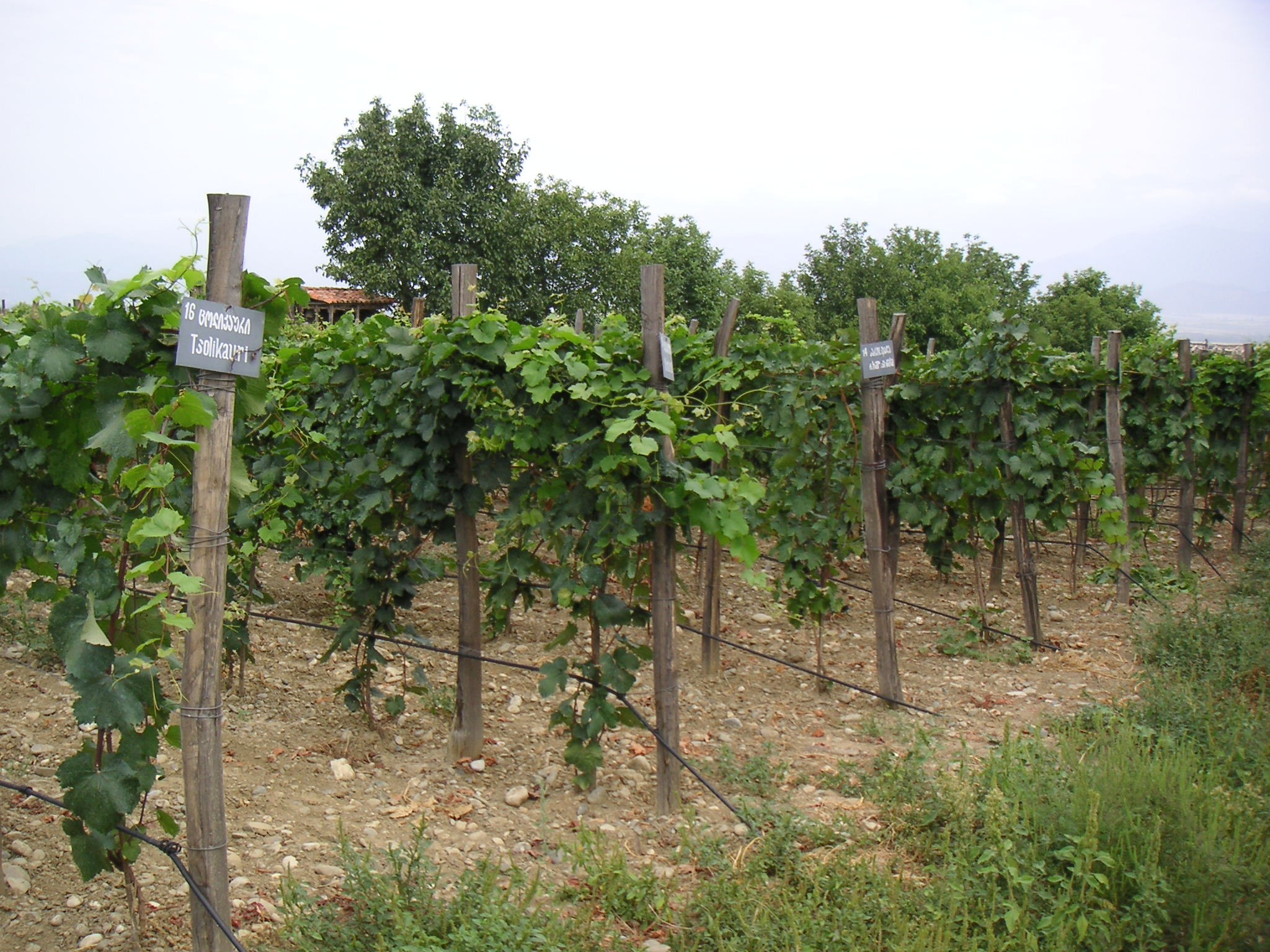
Виноград сорта Цоликоури

Согласно ампелографическим справочникам, культурный ассортимент местного винограда Грузии насчитывает более 500 наименований. В постсоветский период неуклонно растёт доля на виноградниках международных сортов наподобие Каберне и Шардоне.
Из сортов белого винограда наибольшее распространение получил Ркацители («красный рог»), благодаря высокой урожайности и относительной неприхотливости в советское время вытеснивший с виноградников прочие сорта. В конце XX века промышленное значение сохраняли также Мцване («зелёный»), Горули Мцване («зелёный из Гори»), Цоликоури. С середины 2010-х годов «продвинутые» винодельческие хозяйства стали переключаться на не набившие ещё оскомины сорта: Киси и Хихви в Кахетии, Чхавери на западе страны и т. д.
Из сортов чёрного винограда наиболее распространён сорт-красильщик под названием Саперави. Для производства «природно-полусладкого» красного вина традиционно используются сорта Александроули, Муджуретули и Оджалеши.

## Крупнейшие производители
По состоянию на 2022 год крупнейшие винодельческие предприятия Грузии — «Бадагони», «Тбилвино», «Марани» (Telavi Wine Cellar), «Котехи-Гурджаани», «Bolero & Co», GMVT Group, «Братья Асканели», «Дугладзе», «Кахури» и «Хареба». Большинство из них имеет виноградники и производящие мощности как в Кахетии, так и в других регионах Грузии.

## Проблема качества
Грузия прилагает большие усилия для продвижения своих вин на «стратегических рынках» (к которым не относится Россия). Грузинские вина регулярно принимают участие в винных конкурсах, которые проводятся в Великобритании, Германии, США. При этом грузинские виноделы часто сетуют на то, что на качестве массового продукта негативно отражаются запросы гигантского российского рынка, где востребованы главным образом дешёвые полусладкие вина. Профессор Николай Мехузла обращает внимание, что проблемы с качеством полусладких вин восходят к порочным практикам советского времени:
Вина разливали горячими, и это не могло не отразиться на их качестве. Представьте себе, что вино, которое до розлива бережно сохраняли в холодильных камерах, вдруг нагревают до 50-60 градусов. Естественно, часть аромата при этом улетучивается, идёт снижение органолептических свойств, да и углекислый газ, растворённый в вине, весь выделяется. Многие из недобросовестных производителей не могут устоять перед искушением использовать популярность этой категории напитков в целях скорого обогащения. Привлечь их к ответственности трудно; как гласит восточная мудрость, «у человека, который убегает, есть тысяча путей, а у того, кто догоняет, только одна дорога».
Хотя правила большинства винодельческих зон Грузии не отличаются строгостью, в России периодически всплывает вопрос о том, насколько они соблюдаются. Например, виноград для производства «Киндзмараули» должен быть собран с виноградников общей площадью 620 га, соответственно из такого винограда ежегодно можно произвести максимум 4 млн литров вина. Между тем в 2020 году Грузия экспортировала вин этой марки в 3,5 раза больше этой цифры: 18 676 195 бутылок. С 2006 по 2013 годы в России действовал запрет на ввоз грузинских вин (введённый якобы из-за проблем с их качеством). 